# ワタリア
ワタリア（学名: Wataria parvipora）は、古第三紀漸新世から新第三紀中新世にかけて生息していた、アオイ科（旧アオギリ科）に属する樹木の材化石である。
木曽川の化石林公園における研究から、葉化石ウリノキモドキ Byttneriophyllum tiliifolium と同じ植物であることが示されている。ウリノキモドキは分類学的帰属が長い間不明であった種の一つである。また、翼果化石 Banisteriaecarpum giganteum との類縁関係も示唆されている。

## ワタリア属
属名 Wataria は日本の新生代第三紀の材化石を先駆的に研究した亘理俊次（）（1906年–1993年）に献名されたものである。
初め、亘理俊次による研究で、山形県の材化石が台湾や中国南部に現存するチャセンギリ属 Reevesia（リーベシア属、アオイ科ヘリクトリス亜科）に類似したことからチャセンギリ属の新種 Reevesia miocenica Watari として記載された。しかし、Terada & Suzuki (1998) により、明らかに異なる構造があるとして、器官属ワタリア属 Wataria が設立され、同じ化石は Wataria miocenica (Watari) K. Terada & M. Suzuki として属の移動が行われた。中国雲南省や朝鮮半島からもワタリア属の材化石が発見されている。
ワタリア属には以下の種が含まれる。
- Wataria miocenica (Watari) K. Terada & M. Suzuki - タイプ産地は山形県西田川郡温海町（現、鶴岡市）五十川[4]。下部中新統温海層[4]。
- Wataria oligocenica (M. Suzuki) K. Terada & M. Suzuki - タイプ産地は福岡県宗像郡津屋崎町（現、福津市津屋崎）恋の浦海岸[4]。下部漸新統 津屋崎層[4]。
- Wataria parvipora K. Terada & M. Suzuki - タイプ産地は岐阜県加茂郡川辺町南洞[4]。下部中新統 蜂谷層[4]。パラタイプが下記の木曽川の化石林から得られている[4]。
- Wataria yunnanica Li & Oskolski - タイプ産地は中華人民共和国雲南省普洱市胜利煤矿（Shengli coal mine）[7]。中部中新統[7]。

### 形態
ワタリア属の材化石はタイル細胞（tile cells）と呼ばれる解剖学的構造を持つことを特徴とする。これはアオイ目のみに見られ、放射組織の平伏細胞の間に散在した水平な列として現れる、空の直立細胞（稀に方形細胞）の特別な型として定義される。タイル細胞は Durio タイプと Pterospermum タイプが区別され、両者の中間型も知られる。
属の判別文は、次の通りである。
| 材は明瞭な環孔材 (ring-porous) で、断面では成長輪の始まりに幅の広い道管がある。成長輪は明瞭。早材の幅広い道管はほとんどが孤立道管で、丸い。晩材の細い道管は孤立道管か、2–5個が集まり周囲柔組織を持ち、細胞壁は非常に厚い。道管要素は短い。穿孔板はもっぱら単純。管状要素間は交互壁孔。螺旋肥厚を欠く。薄壁チロース (tylose) がしばしば幅広い道管、ガム状の沈澱が稀に細い道管に見られる。 軸方向柔組織に富み、独立柔組織と随伴柔組織からなる。独立柔組織は1–2列の接線方向の帯状で、晩材では1–3列の繊維と交互に並ぶ。随伴柔組織も豊富で、周囲柔組織が1–3列の鞘を形成する。顕著に層階状。紡錘形放射組織は、2–10個またはそれ以上の細胞の柔組織ストランドをなす。結晶は欠く。 放射組織は異形放射組織で、1列から多列。多列放射組織は2–10列、タイル細胞と平伏細胞からなる。タイル細胞は Pterospermum タイプか、または中間型から Durio タイプ。タイル細胞内には褐色物質がまれに観察され、結晶も稀に見られる。 |

## 木曽川の化石林
岐阜県美濃加茂市御門町の木曽川河床には約1900万年前の瑞浪層群中村層（下部中新統 蜂谷層）が露出している。
1994年の木曽川大渇水の際には、この場所から約400本の直立樹幹化石が発見された。発見当時、その分布が調査され、うち28株がワタリアであると同定された。その場所は現在では美濃加茂市化石林公園として公開されている。堆積物に包まれた珪化木の立ち株が水面に露出する様子は、岩が乱立しているように見える。
この化石林を構成する樹種のほとんどがワタリアであることは知られていたものの、これまで包括的には化石林を構成する樹種は調べられておらず、どのような環境で、どのような森林を形成していたのかは分かっていなかった。Nishino et al. (2023) において、このうち約130本は1本のメタセコイアに近縁な針葉樹化石 Taxodioxylon を除き、全てがワタリア Wataria parvipora であることが確認された。また、ワタリアの根株は、直径が最大約 140 cm に達するが、約半数である68本の株の直径は 20 cm 以下であったことから、この森林は純林であり、同一種のみによる更新が行われていたと考えられている。純林からなる化石林が見つかることは世界的にも珍しい。市街地から非常にアクセスしやすい場所にあり、山田ら (2023) らはこの環境が長らく保存されることが大切であると述べている。

## ウリノキモドキ
ウリノキモドキ Byttneriophyllum tiliifolium は、約 1900–1000万年前の北半球に普遍的に見られる葉化石である。日本においてこの化石は、前期から中期中新世にかけての台島型植物群を代表する葉化石の1種である。

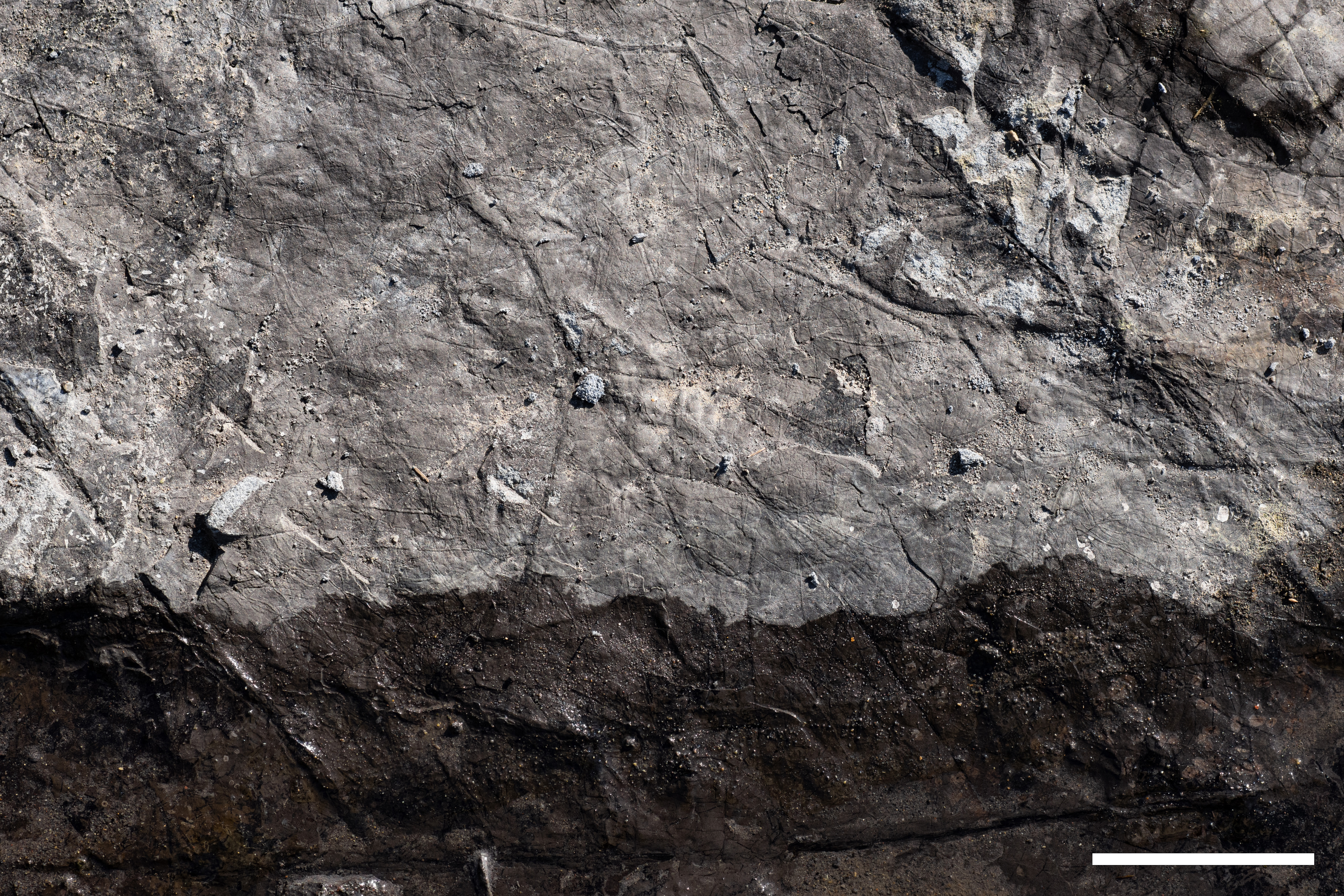
化石林公園の河床に見られるウリノキモドキの密集層

上記ワタリアの林床と考えられる立木周辺の岐阜県美濃加茂市に分布する約1900万年前の河川性堆積物である瑞浪層群中村層の有機質の泥層に密集して産出する葉化石もウリノキ属の一種「ムカシウリノキ "Alangium" aequalifolium」であるとされた。しかし、葉の外形や共産する翼果の特徴はウリノキ属のものとは異なることが指摘されていた。しかしこの葉化石の分類学的帰属は長らく未解決のままであり、依然としてウリノキ様化石 "Alangium" aequalifolium として言及されてきた。Nishino et al. (2023) において、この "A." aequalifolium の密集層の研究により、この化石は Byttneriophyllum tiliaefolium と同定され、ウリノキモドキという和名が与えられた。
ヨーロッパにおける研究で、ウリノキモドキは表皮細胞と細脈系の特徴からアオイ科であることが示唆されていた。また、ヨーロッパでは翼果化石 Banisteriaecarpum giganteum と共産することが知られており、アオイ科の現生のサキシマスオウノキ属 Heritiera (Sterculioideae)、マンソニア属 Mansonia (Helicterioideae) およびオベチェ Triplochiton との類似性が指摘されていた。しかし、アオイ科の中でどの亜科に属するかは明らかになっていなかった。
Nishino et al. (2023) により、木曽川河床の化石林の林床と同一面に発達する葉化石の密集層では、ウリノキモドキの葉化石が98%を占め他の葉化石と排他的に産出していることが示された。また、複数種の葉化石が含まれる化石層において葉の埋没方位が古流向と平行になることとは対照的に、この密集層では葉の埋没方位に規則性がなく、向軸側を上にして埋没した葉が有意に多いことが示された。この密集層でウリノキモドキは準原地性であることが示唆された。このことから、材化石であるワタリアと葉化石であるウリノキモドキは同一の植物に由来する可能性が高いことが示された。普通、化石植物は器官が別々に産出し、器官同士の類縁関係が示されることは稀であるが、これはそれが示された一例である。

### 分類史
古くから、様々な著者により幅広い地域からウリノキ属 Alangium として言及される化石が第三紀の東アジアに記録されてきた。特に中新世のものは「ムカシウリノキ Alangium aequalifolium」として言及されてきた。ムカシウリノキは、葉脚が顕著に非対称である特徴を持ち、中央ヨーロッパの中新統に産するイチジク属の普通種、"Ficus" tiliaefolia (Al. Br.) Heer と類似している。"Ficus" tiliaefolia は様々な著者によりウリノキ属 Alangium、Byttneria（トゲミカズラ）、ドンベヤ属 Dombeya（あるいは Dombeyopsis）、Pterospermites などの属であるとして、議論されてきた。Knobloch & Kvaček (1965a) はチェコスロバキアの鮮新世に産する葉の解剖学的形質に基づき、アオギリ科の形態属 Byttneriophyllum とした。その後も Byttneriophyllum-Alangium の分類学的混乱は続いた。Knobloch & Kvaček (1965b) は東アジアの中新世に産する Alangium aequalifolium のすべてを Byttneriophyllum tiliaefolium とした。
| 著者（年）                             | 扱われた学名                               |
| -------------------------------------- | ------------------------------------------ |
| Braun, Al. (1845)                      | Cordia? tiliaefolia                        |
| Unger, Fr. (1851)                      | Dombeyopsis tiliaefolia                    |
| Goeppert, H. (1852)                    | Dombeyopsis tiliaefolia                    |
| Heer, O (1856)                         | Ficus tiliaefolia                          |
| Unger, Fr. (1861)                      | Ficus tiliaefolia                          |
| von Ettingshausen, C. (1867)           | Ficus tiliaefolia                          |
| Schimper, W. (1971–1972)               | Ficus tiliaefolia                          |
| Saporta, G. (1886)                     | Pterospermum tiliaefolium                  |
| Zittel, K.A. (1890)                    | Ficus tiliaefolia                          |
| Kowlton, F.H. (1899)                   | Ficus tiliaefolia?                         |
| Meyer, Fr. (1918)                      | (Büttneria aequalifolia)                   |
| Depape, G. (1922)                      | Büttneria aequalifolia                     |
| Endo, S. (1932)                        | Ficus tiliaefolia                          |
| Weyland, H. (1934)                     | Ficus tiliaefolia (Büttneria aequalifolia) |
| Kristofobic, A.N. & Borsk, M.I. (1839) | (Alangium aequalifolium)                   |
| Barbu, I.Z. (1947)                     | Ficus tiliaefolia                          |
| Oishi, S. (1950)                       | (Marlea aequalifolia)                      |
| Berger, W. (1950)                      | Ficus tiliaefolia                          |
| Berger, W. (1953)                      | "Ficus" tiliaefolia                        |
| Berger, W. (1955)                      | (Büttneria aequalifolia)                   |
| Tanai, T. (1955)                       | (Marlea aequalifolia)                      |
| Tanai, T. & Onoe, T. (1956, 1959)      | (Marlea aequalifolia)                      |
| Nagai, K. (1957)                       | Ficus tiliaefolia                          |
| Givulescu, R. (1959)                   | Büttneriophyllum                           |
| Givulescu, R. (1960)                   | (Büttneriophyllum aequalifolium)           |
| Givulescu, R. & Florei, N. (1960)      | (Büttneriophyllum aequalifolium)           |
| Tanai, T. (1961)                       | (Alangium aequalifolium)                   |

しかし、1989年、棚井敏正は北海道に産する葉化石の葉脈の特徴に基づき、東アジアの "Alangium" aequalifolium には複数の異なる分類群が含まれるとした。本州や朝鮮半島の "Alangium" とされた葉化石は疑わしいものがあるが、多くのものはアオギリ科やシナノキ科と考えられるとした。アラスカの中新統から見つかっている Alangium mikii は、顕著な非対称の葉脚と主脈を持つことから "Ficus" tiliaefolia の概形に合致しているが、細脈や毛状突起は大きく異なっている。そのため、これまで "Ficus" tiliaefolia と呼ばれてきた化石には様々な系統のものが含まれると指摘した。そして北海道の古第三系から産出したムカシウリノキの葉化石を以下のように分類した。
- Plafkeria basiobliqua (Oishi & Huzioka) Tanai（シナノキ科） - 葉脚が顕著に非対称。細脈は欠くか、単一。
- Pterygota ezoana Tanai（アオイ科、旧アオギリ科） - 葉脚が心形、頂端側の一次側脈は頂端の半分近くまで伸びる。細脈は欠くか、単一。
- Byttneria iizimae Tanai（アオイ科、旧アオギリ科） - 葉脚が心形、頂端側の一次側脈は頂端の2/3近くまで伸びる。細脈は欠くか、単一。
- Alangium columbioides (Endo) Tanai（ミズキ科ウリノキ属） - 葉脚が心形、頂端側の一次側脈は頂端の2/3近くまで伸びる。細脈は夥しく分岐する。
- Kleinhovia basitruncata (Oishi & Huzioka) Tanai（アオイ科、旧アオギリ科） - 葉脚が切形で、概形は広卵形。細脈は欠くか、単一。
- Actinovena ishikariensis Tanai（シナノキ科） - 葉脚が円形で、概形は狭卵形。細脈は欠くか、単一。
- Mallotus hokkaidoensis Tanai（トウダイグサ科アカメガシワ属） - 葉脚が鈍形。細脈は夥しく分岐する。

Nishino et al. (2023) で、木曽川河床の化石林に産する「ムカシウリノキ」についてはワタリアの幹についたウリノキモドキだと示された。いわゆる「ムカシウリノキ」は中新世の普遍的な種で、様々な地域から産出しているため、複数の生物学的実体を含んでいる可能性がある。例えば、以下のような産地が知られる。
- 青森県西津軽郡深浦町笹内川 大戸瀬層（上部中新統）[19]
- 秋田県八峰町八森 小入川 黒石沢層（中新統）[16]
- 山形県西置賜郡小国町（下部中新統）[20]
- 山形県鶴岡市（旧、西田川郡温海町）五十川（下部中新統）[21][22]
- 山形県米沢市（新第三系）[22]
- 茨城県東茨城郡桂村岩船（中新統）[23]
- 長野県長野市篠ノ井茶臼山（上部中新統）[24]
- 石川県輪島市 能登半島恵比須ヶ崎（下部中新統）[25]
- 福井県福井市 丹生山地 国見層（中部中新統）[26]
- 奈良県宇陀市黒岩 伊賀見砂岩部層（中部中新統）[27]
- 兵庫県豊岡市竹野海岸（下部中新統）[28]
- 兵庫県香住町（中新統）[29]
- 鳥取県鳥取市国府町（旧、岩美郡国府町）宮下普含寺泥岩層（中新統）[30]
- 福岡県飯塚市 筑豊炭田日鉄上穂波坑（古第三系）[18]
- 長崎県北松浦郡佐々町 木田炭田（下部中新統）[31]

## 類縁と古気候
木曽川の化石林の堆積環境は後背湿地であると考えられている。珪化木はクレバススプレー堆積物に埋没しており、ウリノキモドキ葉化石はその上位に重なる泥炭層から産出している。
Nishino et al. (2023) において、ワタリアは現生樹種ではアオイ科（旧アオギリ科）のオベチェ Triplochiton scleroxylon と近縁であると考えられた。オベチェやべテス Mansonia altissima は現在アフリカ中央部の熱帯地域だけに分布し、その属するヘリクトリス亜科は亜熱帯から熱帯にしか分布しない。そのため、ウリノキモドキが温暖期に合わせて、北半球の広い範囲に分布を広げたことが示唆される。
一方、地球は約1600万年前を境に急速に寒冷化を始め、ウリノキモドキは約650万年前頃に絶滅した。しかし、本種の葉化石は後期中新世から前期鮮新世にかけての寒冷化進行期であっても北半球にみられることから、本種が生息していた安定的で競争が少ない湿地環境を逃避地として利用し、寒冷気候下に生きのびたのかもしれないと考えられている。